# أوتو غيلديمايستر

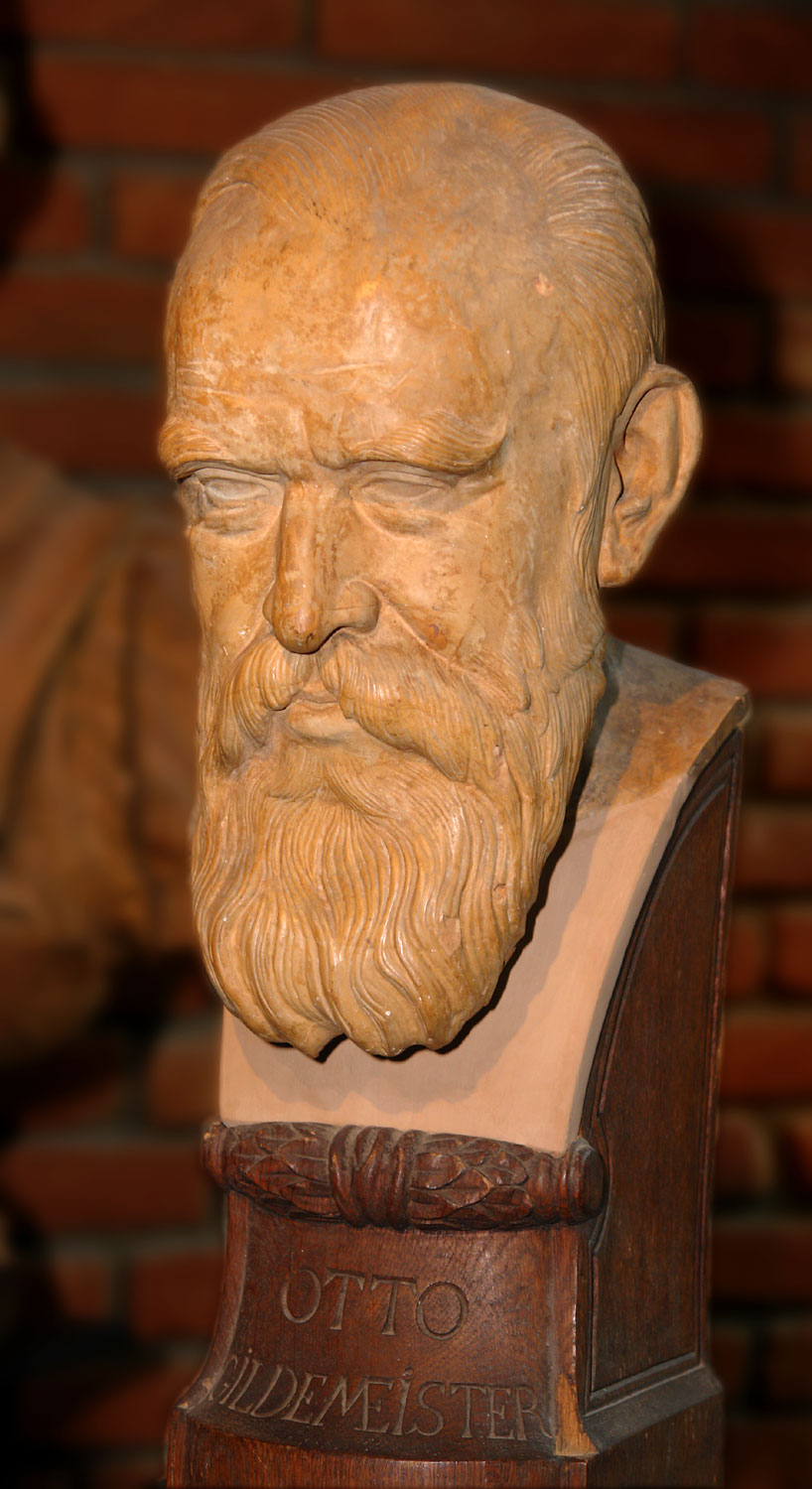
تمثال نصفي لأوتو غيلديمايستر

أوتو غيلديمايستر (بالألمانية: Otto Gildemeister) (ولد عام 1823 في بريمن – ومات فيها عام 1902) كان صحفيا وكاتبا ومترجما وكذلك سياسيا ليبراليا محافظا، ونائبا وعمدة مدينة بريمن.
ينتمي إلى عائلة غيلديمايستر الشهيرة في بريمن، وأبوه كان النائب يوهان غيلديمايستر وأخوه المعماري كارل غيلديمايستر. بدأ وهو مازال في الجامعة الترجمة من لغات أخرى الأعمال الكلاسيكية من الإنجليزية والفرنسية والإيطالية، ومن بينها أعمالا لكا من إسخيلوس وهوراس وتيبول وشكسبير وبايرون وأريوستو ودانتي.
وفي عام 1845 بدأ العمل محررا في الركن الأدبي في صحيفة فيزر تسايتونج. ثم تولى الإدارة في عام 1950. وفي عام 1952 بدأ مشواره السياسي بالعمل سكرتيرا ومؤرشفا في برلمان بريمن. وفي عام 1867 ناب عن بريمن في المجلس الإقليمي للإمبراطورية الألمانية.
وتولى منصب عمدة بريمن ثلاث مرات بين عامي 1871 و1886.